# Estratigrafía

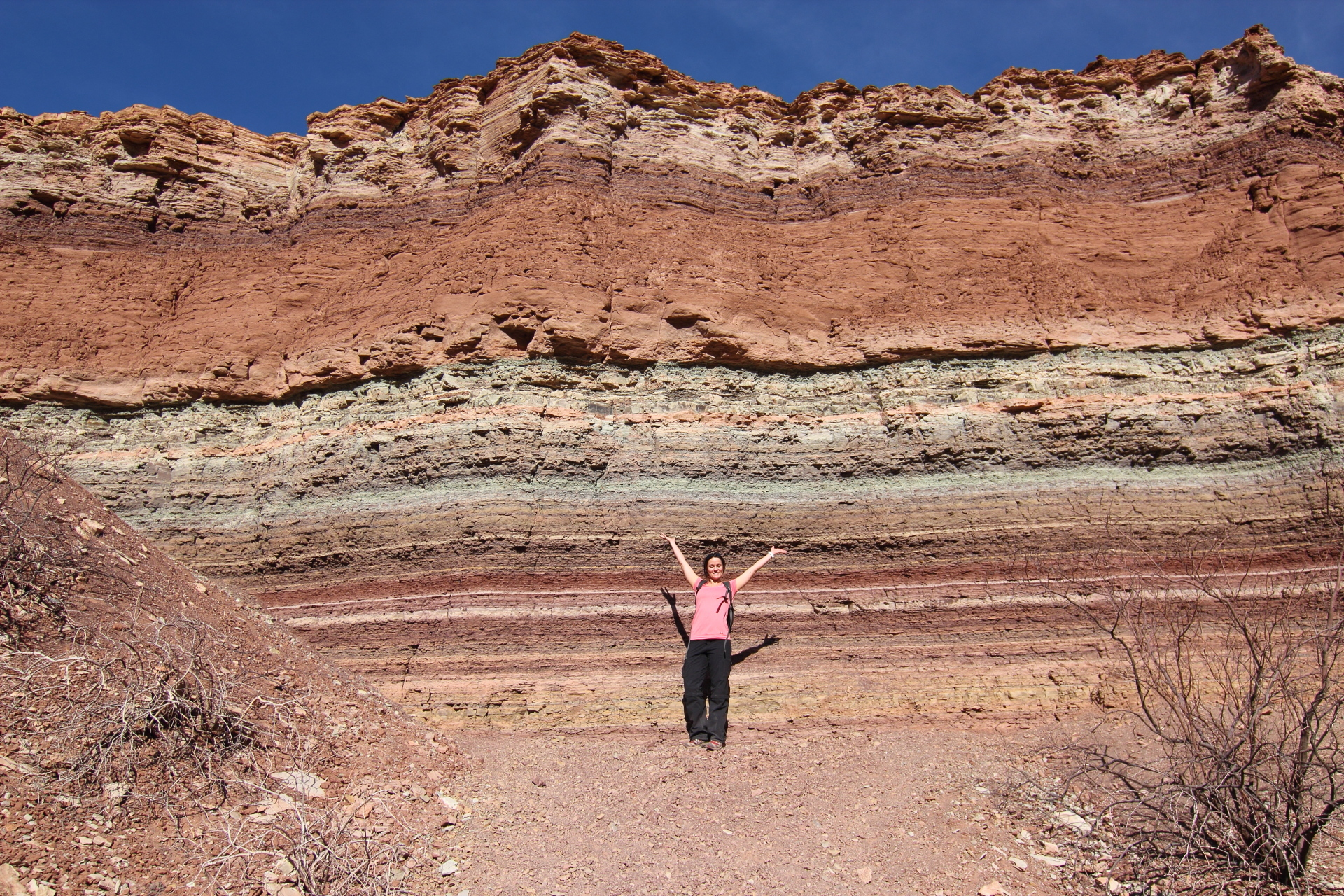
Estratos policromáticos en la Quebrada de Cafayate, provincia de Salta, Argentina.

La estratigrafía (del latín stratum, 'lecho', y del griego γραφή [graphḗ], 'escritura') es la rama de la geología que trata del estudio e interpretación de las rocas estratificadas, tanto sedimentarias, como volcánicas estratificadas. Este estudio incluye la identificación, descripción y secuencia, tanto vertical como horizontal, de las rocas estratificadas, incluyendo su cartografía y correlación; con el fin de inferir o determinar el orden y el momento en el tiempo geológico, en que ocurrieron los eventos que produjeron estas rocas. 

## Divisiones de la estratigrafía

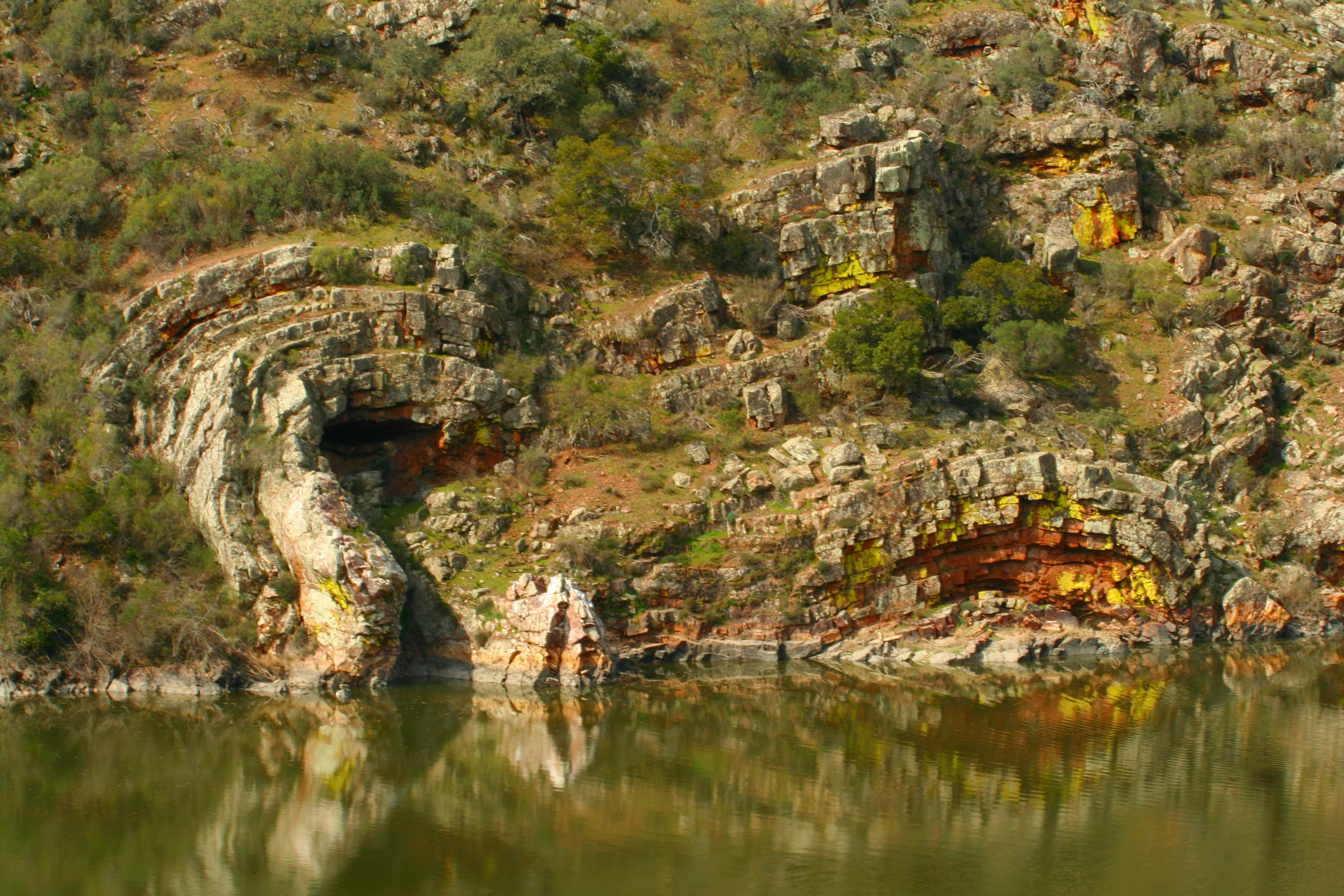
Deformación tectónica de los estratos cuarcíticos ordovícicos del parque nacional de Monfragüe, Cáceres, España.

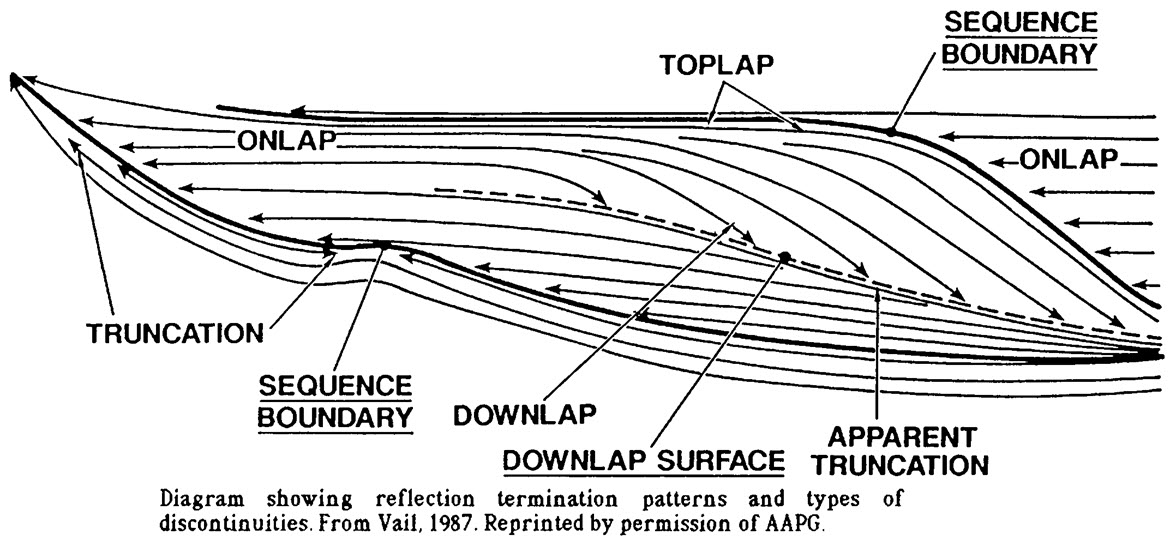
Modelo para un conjunto de estratos ligados genéticamente y limitados por superficies de erosión o de no-sedimentación propio de la estratigrafía secuencial

La estratigrafía se puede dividir en diferentes áreas o campos de actividad especializados, todos interrelacionados entre sí y con otras ciencias. Cada una de estas divisiones emplea métodos y técnicas particulares:
- Análisis de facies (sedimentarias).[3][4] Método sedimentológico fundamental que caracteriza y analiza a las facies sedimentarias: cuerpos de roca o sedimentos con características únicas en relación con los con los adyacentes[5] que son resultado del ambiente específico en el que se formaron, por lo que su estudio da pistas sobre las reconstrucciones paleogoegráfico-ambientales. La características únicas de las facies son por ejemplo: la composición, litología y textura de los sedimentos; su contenido fosilífero, estructuras sedimentarias; características todas que le dan a cada facies sedimentaria un aspecto particular y distintivo. Se estudian y analizan sus asociaciones, variaciones y su distribución, etc. Es un campo de intersección con la sedimentología.
- Litoestratigrafía, encargada de la caracterización litológica (composición y estructura) de las sucesiones estratigráficas y de la definición de unidades litoestratigráficas, como las formaciones.

La variación en las unidades de roca, que se muestra más obviamente cuando las capas son diferenciables a simple vista, se debe principalmente a contrastes físicos en el tipo de roca (litología). Esta variación puede ocurrir verticalmente como estratificación (estratos), o lateralmente, y refleja cambios en los ambientes de deposición, conocidos como cambio lateral de facies. Estas variaciones se reflejan en la litoestratigrafía de la unidad rocosa. Los conceptos clave en estratigrafía implican comprender cómo surgen ciertas relaciones geométricas entre capas y qué implican estas geometrías respecto del medio de depósito original.
La cicloestratigrafía documenta los cambios, a menudo cíclicos, en las facies, en las proporciones relativas de minerales (particularmente carbonatos), el tamaño de los granos, el espesor de las capas de sedimentos (por ejemplo varvas) y la diversidad de fósiles con el tiempo, relacionados con cambios del régimen tectónico, estacionales o de más largo plazo en los paleoclimas.
- Bioestratigrafía, que estudia el contenido, sucesión y distribución del registro fósil en las rocas, en estrecha relación con la paleontología. De ella dependen las unidades bioestratigráficas (biozonas).
- Cronoestratigrafía, se ocupa de la ordenación relativa de las rocas en el tiempo y del establecimiento de unidades cronoestratigráficas. De la datación absoluta de las mismas se ocupa la geocronometría, una rama de la geocronología.

La cronoestratigrafía es la rama de la estratigrafía que sitúa una edad absoluta, en lugar de una edad relativa, en los estratos de las rocas. La rama se ocupa de derivar datos geocronológicos para unidades de roca, tanto directos como inferidos, de modo que se pueda derivar una secuencia de eventos relativos al tiempo en que se formaron las rocas. El objetivo final de la cronoestratigrafía es ubicar fechas en la secuencia de deposición de todas las rocas dentro de una región geológica, y luego en cada región, y por extensión proporcionar un registro geológico completo de la Tierra.

La falta de registro de un intervalo de tiempo dentro de una serie estratigráfica de un área se denomina laguna estratigráfica o hiato. Esto puede ser el resultado de una interrupción en la deposición de sedimentos o puede deberse a su eliminación por erosión antes de la deposición de las siguientes capas. Se denomina pausa porque la declaración estuvo en suspenso durante un período de tiempo. Una falla geológica puede provocar la aparición de una pausa.
- Magnetoestratigrafía,[12] es una técnica de correlación estratigráfica que estudia el registro de los cambios de polaridad del campo magnético de la Tierra en las rocas, dada su capacidad de adquirir una magnetización remanente (remanencia magnética) paralela a la dirección del campo geomagnético, presente cuando se forman. La sucesión de rocas con este registro en las que al menos algunas de ellas han podido ser datadas mediante métodos radiométricos, es la base para la construcción de la escala de tiempo de polaridad geomagnética: GPTS (de sus siglas en inglés)[13] que es la base de la correlación magnetoestratigráfica. El estudio del significado en este registro para conocer las variaciones del campo geomagnético del pasado de la Tierra, y las técnicas para llevarlo a cabo, es el objeto de estudio de la disciplina del paleomagnetismo.
- Quimioestratigrafía o estratigrafía química (Chemostratigraphy en inglés), es una técnica de correlación estratigráfica que se basa las variaciones químicas de ciertos elementos, isótopos o relaciones de proporción entre compuestos químicos clave, como la de algunos óxidos de cationes selectos. Variaciones que pueden ser analizadas en las rocas estratificadas y que se presentan como resultado de variaciones paleoambientales globales o regionales por lo que pue den ser usados en correlaciones.[14]

La quimioestratigrafía estudia los cambios en las proporciones relativas de elementos y oligoelementos selectos y las relaciones entre sus isótopos dentro y entre unidades litológicas. Las proporciones de isótopos de carbono y oxígeno varían con el tiempo, y los investigadores pueden utilizarlas para detectar cambios sutiles que ocurrieron en el paleoambiente. Esto ha llevado al campo especializado de la estratigrafía isotópica.
- Estratigrafía de secuencias, es una rama de la estratigrafía sedimentaria, que explica las sucesiones de estratos, durante los ciclos de cambios relativos del nivel del mar. Los paquetes de estratos relacionados deposicionalmente entre sí forman "parasecuencias" separadas una de la otra por superficies de erosión o discordancias que corresponden con los cambios de equilibrio entre el aporte de sedimentos y el espacio disponible para su acomodo. Cada parasecuencia, según tal equilibrio, tiene un patrón de sedimentación característico que puede ser progradante, agradante o retrogradante. La clave de la aplicación de esta perspectiva de estudio, es precisamente la identificación de las superficies de erosión mayores que representan líneas de tiempo, como máximas inundaciones. Los ciclos de cambios relativos del nivel del mar se dividen en tramos o tractos tales como: tractos del nivel del mar bajos, tractos de niveles de mar transgresivos, tractos en los que el nivel del mar se encuentra alto y tractos en los que el nivel del mar desciende. Para cada tracto hay determinados tipos de sucesiones de "parasecuencias" que pueden ser también identificados por la geometría de su distribución espacial, detectada muchas veces mediante los registros de la estratigrafía sísmica. [15][16]
- Análisis de cuencas es el estudio global de las cuencas sedimentarias, integrando todos los datos sedimentológicos, estratigráficos, tectónicos, petrográficos, etc. Es el objetivo último de los estudios estratigráficos y uno de los de mayor trascendencia económica por su aplicación en la prospección de recursos naturales.

Sobre la base de las unidades bioestratigráficas, cronoestratigráficas y geocronométricas se establecen las unidades geocronológicas, y su compendio integra la escala temporal geológica, otro de los objetivos de la estratigrafía.

## Elementos históricos
"La estratigrafía es el libro de la historia de la Tierra"

Los principios fundamentales de la estratigrafía fueron destacados por Nicolás Steno en el siglo XVII. En el siglo siguiente, los geognostas wernerianos Abraham Gottlob Werner, seguidores del neptunismo, centraron sus esfuerzos en el estudio de las capas pero centraron su atención en su orden y su edad relativa, a expensas de su disposición que seguía siendo inexplicable en el siglo XVIII. El estudio de las formaciones sedimentarias, que afloran en las cuencas terciarias (cuencas de Londres y París), supuso el establecimiento de las bases de la estratigrafía moderna gracias a la obra de Alcide d'Orbigny, padre de la bioestratigrafía y de los conceptos de suelo y estratotipo (1852- 1854), y Charles Lyell, quien estableció el principio del uniformismo de James Hutton (1830-1833).

## Principios de la estratigrafía

Principio de la continuidad lateral

1. Principio de la horizontalidad original. Propuesto por Nicolás Steno (1666-1669) geólogo y anatomista danés.[19] Este es un axioma que establece que las capas de sedimentos se depositan originalmente de forma horizontal bajo la acción de la gravedad. Se aplica como una técnica de datación relativa.
2. Principio de la superposición de los estratos. Propuesto por Nicolás Steno. Es un axioma clave basado en observaciones que establece que las capas de sedimentos se depositan en una secuencia temporal, en la que las más antiguas se encuentran en posición inferior a las más recientes. Se aplica como una técnica de datación relativa.
3. Principio de la continuidad lateral de los estratos. Propuesto por Nicolás Steno. Es un axioma de la estratigrafía que indica que una misma capa se continúa lateralmente aunque se encuentren interrumpidas por accidentes topográficos debido a la erosión de parte de estas capas. Se aplica como una técnica de datación relativa.
4. Principio de las relaciones de corte y de inclusión: Propuesto originalmente por Nicolás Steno y publicado por Charles Lyell en su libro de Principios de geología. Establece que todo rasgo geológico que es cortado por otro  siempre es más antiguo que el rasgo que lo corta y que toda roca que contenga elementos de otra, siempre es más moderna que el elemento que contiene. Así una falla o un dique es posterior a la roca afectada. En el caso de una inclusión en una roca, la inclusión es más antigua que la roca en que se encuentra, porque necesitaba haber existido antes de que se formara la roca en la que se incluyó. Se aplica como una técnica de datación relativa.
5. Principio del uniformismo o uniformitarismo, también referido como actualismo del inglés: actualism. Propuesto inicialmente por el geólogo y naturalista escocés James Hutton (1726-1797) con su célebre frase «el presente es la llave del pasado». Principio posteriormente publicado por el geólogo británico Charles Lyell en su libro de Principios de geología. El significado este principio, hoy en día, es que las leyes físicas y químicas que rigen los procesos geológicos actualmente, han sido las mismas en el pasado de la historia de la Tierra.
6. Principio de sucesión faunística o de la correlación. Propuesto por el geólogo inglés William Smith en 1815 con la publicación del primer mapa geológico (1815), para cuya realización aplicó este principio. Establece que el contenido fósil de las rocas sedimentarias varía verticalmente en un determinado orden y que cada conjunto se puede identificar lateralmente a distancias considerables, debido a la naturaleza continua e irreversible de la evolución biológica. De igual manera las capas que contienen fósiles pertenecientes a los mismos taxones, aunque sean de diferente litología, serán de la misma edad. Se aplica como una técnica de datación relativa.

## Generalidades
- Estratificación es la disposición en capas, más o menos paralelas, de algunas rocas sedimentarias, ígneas y metamórficas.
- Estrato es cada una de las capas de que consta una formación de rocas estratificadas.
- Techo del estrato es su superficie superior.
- Muro o base del estrato es su superficie inferior.
- Potencia del estrato es el espesor comprendido entre el techo y el muro.
- Secuencia estratigráfica es una sucesión de estratos.
- Serie estratigráfica es una sucesión de estratos con continuidad en el tiempo y separada de otras series por una discontinuidad estratigráfica.
- Laguna estratigráfica es la ausencia de materiales que puede ser tanto por erosión como por la ausencia del registro de la sedimentación.
- Dirección del estrato es el ángulo respecto al Norte magnético que forma la recta definida por la intersección del estrato con la horizontal.
- Buzamiento del estrato es el ángulo de abatimiento, respecto a la horizontal, que forma el estrato, medido perpendicularmente a su dirección.

## Datación de los estratos

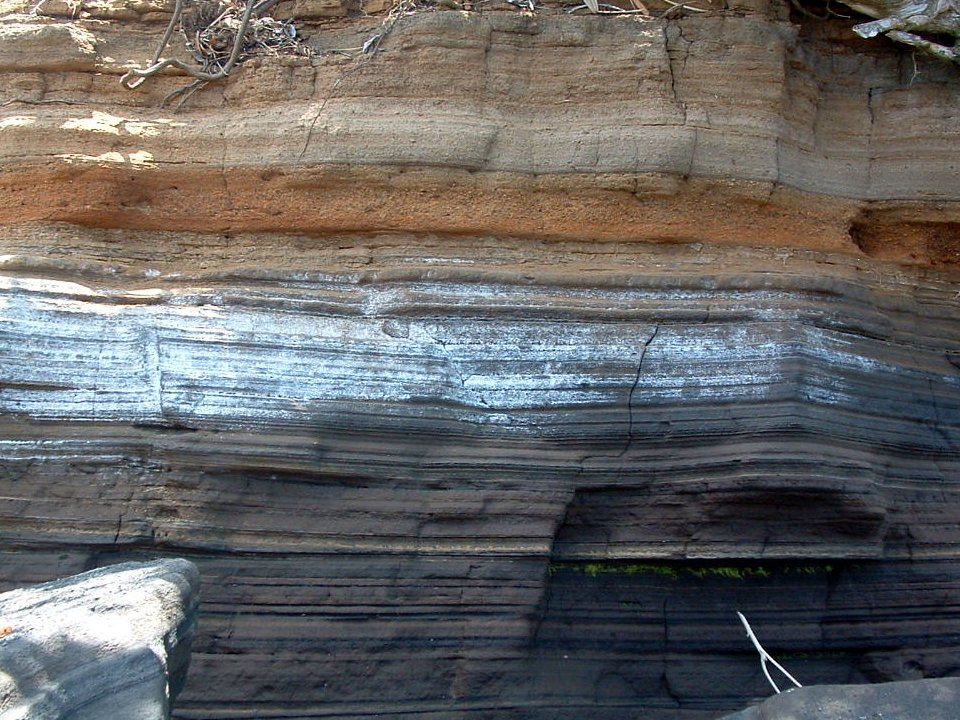
Estratos.

### Relativa
Ordena los estratos y acontecimientos en una secuencia según su antigüedad.

### Absoluta
Permite hallar la edad de un estrato o acontecimiento geológico determinado, por los métodos:
- Biológicos: analizan ritmos biológicos que siguen intervalos regulares de tiempo en su desarrollo (los anillos de los árboles y las estrías de los corales).
- Sedimentológicos: Analizan los depósitos de sedimentos que siguen intervalos regulares de tiempo. Ejemplo: las varvas glaciares son sedimentos en el fondo de los lagos glaciares. En invierno se deposita un sedimento delgado y oscuro; y en verano, uno grueso y claro. Así, cada pareja de capas corresponde a un año.
- Radiométricos: se basan en el período de semidesintegración de los elementos radiactivos; estos transforman en dicho período la mitad de su masa en elementos no radiactivos. Así, conocido el período de semidesintegración de un elemento radiactivo contenido en un estrato y el porcentaje del elemento radiactivo que se ha desintegrado, se puede precisar la antigüedad del material.

## Algunos conceptos estratigráficos

### Inversión estratigráfica
La inversión estratigráfica consiste en la formación de un pliegue inclinado hasta tal punto que, en alguna parte del corte estratigráfico, los estratos más antiguos se encuentran dispuestos sobre los más modernos.

### Discordancia estratigráfica
La discordancia es la separación entre dos series estratigráficas, debida a la existencia de una laguna estratigráfica. Hay varios tipos:
- Discordancia angular: la serie antigua se encuentra plegada, de modo que forma un ángulo con la serie moderna.

Esto supone una etapa de plegamiento posterior al depósito de los materiales más antiguos, una etapa de erosión, y finalmente la sedimentación de los materiales modernos.
- Discordancia erosiva o disconformidad: la serie antigua se encuentra erosionada en su parte superior, y sobre ella se ha depositado la serie moderna. Los estratos se mantienen paralelos, pero su superficie de contacto muestra la cicatriz producida por la erosión que puede ser irregular.
- Inconformidad: La serie estratigráfica está depositada sobre un material no estratificado (rocas metamórficas o ígneas).
- Paraconformidad: la separación entre las dos series estratigráficas es horizontal y, por lo tanto, no se distingue de la separación normal entre dos estratos.